# Okręg wyborczy nr 19 do Sejmu Rzeczypospolitej Polskiej (1993–2001)
Okręg wyborczy nr 19 do Sejmu Rzeczypospolitej Polskiej (1993–2001) obejmował województwo konińskie. W ówczesnym kształcie został utworzony w 1993. Wybieranych było w nim 5 posłów w systemie proporcjonalnym.
Siedzibą okręgowej komisji wyborczej był Konin.

## Wyniki wyborów
| Podział 5 mandatów: SLD: 2 PSL: 3 |

| Podział 5 mandatów: SLD: 2 PSL: 1 AWS: 2 |

## Reprezentanci okręgu
| Sejm | Rok  | Poseł KW                                  | Poseł KW                                  | Poseł KW                                  | Poseł KW                                  | Poseł KW                                  | Poseł KW                                  | Poseł KW                                  | Poseł KW                                  | Poseł KW                                  | Poseł KW                                  |
| ---- | ---- | ----------------------------------------- | ----------------------------------------- | ----------------------------------------- | ----------------------------------------- | ----------------------------------------- | ----------------------------------------- | ----------------------------------------- | ----------------------------------------- | ----------------------------------------- | ----------------------------------------- |
| II   | 1993 |                                           | P. Chojnacki PSL                          |                                           | J. Nowicki SLD                            |                                           | J. Kopczyk PSL                            |                                           | R. Kujawa PSL                             |                                           | M. Marczewski SLD                         |
| III  | 1997 |                                           | I. Niewiarowski AWS                       |                                           | J. Nowicki SLD                            | A. Tyczka AWS                             | C. Cieślak PSL                            |                                           |                                           |                                           | M. Marczewski SLD                         |
| IV   | 2001 | okręg zniesiony – patrz okręgi nr 11 i 37 | okręg zniesiony – patrz okręgi nr 11 i 37 | okręg zniesiony – patrz okręgi nr 11 i 37 | okręg zniesiony – patrz okręgi nr 11 i 37 | okręg zniesiony – patrz okręgi nr 11 i 37 | okręg zniesiony – patrz okręgi nr 11 i 37 | okręg zniesiony – patrz okręgi nr 11 i 37 | okręg zniesiony – patrz okręgi nr 11 i 37 | okręg zniesiony – patrz okręgi nr 11 i 37 | okręg zniesiony – patrz okręgi nr 11 i 37 |

### Wybory parlamentarne 1993
| Komitet wyborczy                                      | Komitet wyborczy                                     | Głosów | %     | Mandaty | Wybrani posłowie                             |
| ----------------------------------------------------- | ---------------------------------------------------- | ------ | ----- | ------- | -------------------------------------------- |
|                                                       | Polskie Stronnictwo Ludowe                           | 38 882 | 24,52 | 3       | Piotr Chojnacki, Jan Kopczyk, Ryszard Kujawa |
|                                                       | Sojusz Lewicy Demokratycznej                         | 33 516 | 21,13 | 2       | Józef Nowicki, Marian Marczewski             |
|                                                       | Katolicki Komitet Wyborczy „Ojczyzna”                | 11 498 | 7,25  | –       |                                              |
|                                                       | Unia Pracy                                           | 10 134 | 6,39  | –       |                                              |
|                                                       | Unia Demokratyczna                                   | 9375   | 5,91  | –       |                                              |
|                                                       | Partia X                                             | 8379   | 5,28  | –       |                                              |
|                                                       | Konfederacja Polski Niepodległej                     | 6925   | 4,37  | –       |                                              |
|                                                       | Niezależny Samorządny Związek Zawodowy „Solidarność” | 6893   | 4,35  | –       |                                              |
|                                                       | Bezpartyjny Blok Wspierania Reform                   | 6366   | 4,01  | –       |                                              |
|                                                       | Samoobrona – Leppera                                 | 6224   | 3,92  | –       |                                              |
|                                                       | Polskie Stronnictwo Ludowe – Porozumienie Ludowe     | 4782   | 3,02  | –       |                                              |
|                                                       | Koalicja dla Rzeczypospolitej                        | 3992   | 2,52  | –       |                                              |
|                                                       | Porozumienie Centrum                                 | 3849   | 2,43  | –       |                                              |
|                                                       | Unia Polityki Realnej                                | 3620   | 2,28  | –       |                                              |
|                                                       | Kongres Liberalno-Demokratyczny                      | 3378   | 2,13  | –       |                                              |
|                                                       | NOT Stowarzyszenia Techniczne                        | 789    | 0,50  | –       |                                              |
| Frekwencja: 49,93% Źródło: Państwowa Komisja Wyborcza |                                                      |        |       |         |                                              |

Poniższa tabela przedstawia podział mandatów dla komitetów wyborczych na podstawie uzyskanych głosów, a następnie obliczonych ilorazów wyborczych na podstawie metody D’Hondta.
| Podział mandatów dla komitetów wyborczych na podstawie metody D’Hondta | Podział mandatów dla komitetów wyborczych na podstawie metody D’Hondta | Podział mandatów dla komitetów wyborczych na podstawie metody D’Hondta | Podział mandatów dla komitetów wyborczych na podstawie metody D’Hondta | Podział mandatów dla komitetów wyborczych na podstawie metody D’Hondta | Podział mandatów dla komitetów wyborczych na podstawie metody D’Hondta | Podział mandatów dla komitetów wyborczych na podstawie metody D’Hondta | Podział mandatów dla komitetów wyborczych na podstawie metody D’Hondta | Podział mandatów dla komitetów wyborczych na podstawie metody D’Hondta | Podział mandatów dla komitetów wyborczych na podstawie metody D’Hondta |
| Komitet wyborczy                                                       | Komitet wyborczy                                                       | Liczba głosów                                                          | Iloraz wyborczy                                                        | Iloraz wyborczy                                                        | Iloraz wyborczy                                                        | Iloraz wyborczy                                                        | Iloraz wyborczy                                                        | Mandaty                                                                | TP                                                                     |
| Komitet wyborczy                                                       | Komitet wyborczy                                                       | Liczba głosów                                                          | /1                                                                     | / 2                                                                    | /3                                                                     | /4                                                                     | /5                                                                     | Mandaty                                                                | TP                                                                     |
| ---------------------------------------------------------------------- | ---------------------------------------------------------------------- | ---------------------------------------------------------------------- | ---------------------------------------------------------------------- | ---------------------------------------------------------------------- | ---------------------------------------------------------------------- | ---------------------------------------------------------------------- | ---------------------------------------------------------------------- | ---------------------------------------------------------------------- | ---------------------------------------------------------------------- |
|                                                                        | Polskie Stronnictwo Ludowe                                             | 38 882                                                                 | 38 882                                                                 | 19 441                                                                 | 12 961                                                                 | 9721                                                                   | 7776                                                                   | 3                                                                      | 1,85                                                                   |
|                                                                        | Sojusz Lewicy Demokratycznej                                           | 33 516                                                                 | 33 516                                                                 | 16 758                                                                 | 11 172                                                                 | 8379                                                                   | 6703                                                                   | 2                                                                      | 1,59                                                                   |
|                                                                        | Unia Pracy                                                             | 10 134                                                                 | 10 134                                                                 | 5067                                                                   | 3378                                                                   | 2534                                                                   | 2027                                                                   | 0                                                                      | 0,48                                                                   |
|                                                                        | Unia Demokratyczna                                                     | 9375                                                                   | 9375                                                                   | 4688                                                                   | 3125                                                                   | 2344                                                                   | 1875                                                                   | 0                                                                      | 0,45                                                                   |
|                                                                        | Konfederacja Polski Niepodległej                                       | 6925                                                                   | 6925                                                                   | 3463                                                                   | 2308                                                                   | 1731                                                                   | 1385                                                                   | 0                                                                      | 0,33                                                                   |
|                                                                        | Bezpartyjny Blok Wspierania Reform                                     | 6366                                                                   | 6366                                                                   | 3183                                                                   | 2122                                                                   | 1592                                                                   | 1273                                                                   | 0                                                                      | 0,30                                                                   |
| Ogółem                                                                 | Ogółem                                                                 | 105 198                                                                | —                                                                      | —                                                                      | —                                                                      | —                                                                      | —                                                                      | 5                                                                      | 5                                                                      |

### Wybory parlamentarne 1997
| Komitet wyborczy                                      | Komitet wyborczy                          | Głosów | %     | Mandaty | Wybrani posłowie                     |
| ----------------------------------------------------- | ----------------------------------------- | ------ | ----- | ------- | ------------------------------------ |
|                                                       | Sojusz Lewicy Demokratycznej              | 42 408 | 30,56 | 2       | Józef Nowicki, Marian Marczewski     |
|                                                       | Akcja Wyborcza Solidarność                | 38 385 | 27,66 | 2       | Ireneusz Niewiarowski, Antoni Tyczka |
|                                                       | Polskie Stronnictwo Ludowe                | 17 362 | 12,51 | 1       | Czesław Cieślak                      |
|                                                       | Unia Wolności                             | 13 359 | 9,63  | –       |                                      |
|                                                       | Unia Pracy                                | 8521   | 6,14  | –       |                                      |
|                                                       | Ruch Odbudowy Polski                      | 6982   | 5,03  | –       |                                      |
|                                                       | Krajowa Partia Emerytów i Rencistów       | 3538   | 2,55  | –       |                                      |
|                                                       | Blok dla Polski                           | 2962   | 2,13  | –       |                                      |
|                                                       | Krajowe Porozumienie Emerytów i Rencistów | 2447   | 1,76  | –       |                                      |
|                                                       | Unia Prawicy Rzeczypospolitej             | 2290   | 1,65  | –       |                                      |
|                                                       | Przymierze Samoobrona                     | 501    | 0,36  | –       |                                      |
| Frekwencja: 42,17% Źródło: Państwowa Komisja Wyborcza |                                           |        |       |         |                                      |

Poniższa tabela przedstawia podział mandatów dla komitetów wyborczych na podstawie uzyskanych głosów, a następnie obliczonych ilorazów wyborczych na podstawie metody D’Hondta.
| Podział mandatów dla komitetów wyborczych na podstawie metody D’Hondta | Podział mandatów dla komitetów wyborczych na podstawie metody D’Hondta | Podział mandatów dla komitetów wyborczych na podstawie metody D’Hondta | Podział mandatów dla komitetów wyborczych na podstawie metody D’Hondta | Podział mandatów dla komitetów wyborczych na podstawie metody D’Hondta | Podział mandatów dla komitetów wyborczych na podstawie metody D’Hondta | Podział mandatów dla komitetów wyborczych na podstawie metody D’Hondta | Podział mandatów dla komitetów wyborczych na podstawie metody D’Hondta | Podział mandatów dla komitetów wyborczych na podstawie metody D’Hondta | Podział mandatów dla komitetów wyborczych na podstawie metody D’Hondta |
| Komitet wyborczy                                                       | Komitet wyborczy                                                       | Liczba głosów                                                          | Iloraz wyborczy                                                        | Iloraz wyborczy                                                        | Iloraz wyborczy                                                        | Iloraz wyborczy                                                        | Iloraz wyborczy                                                        | Mandaty                                                                | TP                                                                     |
| Komitet wyborczy                                                       | Komitet wyborczy                                                       | Liczba głosów                                                          | /1                                                                     | /2                                                                     | /3                                                                     | /4                                                                     | /5                                                                     | Mandaty                                                                | TP                                                                     |
| ---------------------------------------------------------------------- | ---------------------------------------------------------------------- | ---------------------------------------------------------------------- | ---------------------------------------------------------------------- | ---------------------------------------------------------------------- | ---------------------------------------------------------------------- | ---------------------------------------------------------------------- | ---------------------------------------------------------------------- | ---------------------------------------------------------------------- | ---------------------------------------------------------------------- |
|                                                                        | Sojusz Lewicy Demokratycznej                                           | 42 408                                                                 | 42 408                                                                 | 21 204                                                                 | 14 136                                                                 | 10 602                                                                 | 8482                                                                   | 2                                                                      | 1,79                                                                   |
|                                                                        | Akcja Wyborcza Solidarność                                             | 38 385                                                                 | 38 385                                                                 | 19 193                                                                 | 12 795                                                                 | 9596                                                                   | 7677                                                                   | 2                                                                      | 1,62                                                                   |
|                                                                        | Polskie Stronnictwo Ludowe                                             | 17 362                                                                 | 17 362                                                                 | 8681                                                                   | 5787                                                                   | 4341                                                                   | 3472                                                                   | 1                                                                      | 0,73                                                                   |
|                                                                        | Unia Wolności                                                          | 13 359                                                                 | 13 359                                                                 | 6680                                                                   | 4453                                                                   | 3340                                                                   | 2672                                                                   | 0                                                                      | 0,56                                                                   |
|                                                                        | Ruch Odbudowy Polski                                                   | 6982                                                                   | 6982                                                                   | 3491                                                                   | 2327                                                                   | 1746                                                                   | 1396                                                                   | 0                                                                      | 0,29                                                                   |
| Ogółem                                                                 | Ogółem                                                                 | 118 496                                                                | —                                                                      | —                                                                      | —                                                                      | —                                                                      | —                                                                      | 5                                                                      | 5                                                                      |